# Punitore
Il Punitore (Punisher), il cui vero nome è Frank Castle (nato Francis Castiglione), è un personaggio dei fumetti creato da Gerry Conway (testi), Ross Andru e John Romita Sr. (disegni), pubblicato dalla Marvel Comics. La sua prima apparizione avviene in The Amazing Spider-Man (Vol. 1) n. 129 (febbraio 1974).
Veterano di guerra pluridecorato dello U.S. Marine Corps divenuto vigilante ed antieroe in memoria della sua famiglia, barbaramente assassinata dalla mafia in uno scontro a fuoco, il Punitore impiega le sue competenze militari, di guerriglia e di tattiche stealth adottando regolarmente metodi quali l'omicidio, il sequestro di persona, l'estorsione, la coercizione, la tortura ed ogni tipo di arma convenzionale per perpetrare una spietata guerra personale contro qualsiasi criminale del mondo. La natura brutale del personaggio e la sua predisposizione ad uccidere lo hanno reso una delle principali novità dei fumetti americani degli anni settanta nonché, verso la fine del 1980, l'antesignano di un'ondata di antieroi psicologicamente complessi e spesso controversi.
Nella classifica stilata nel 2011 da IGN, si è posizionato al 27º posto come più grande eroe della storia dei fumetti, dopo Rick Grimes e prima di Swamp Thing.

## Genesi del personaggio

Immagine tratta da The Amazing Spider-Man (Vol. 1) n. 129, albo d'esordio del Punitore, disegni di Gil Kane e John Romita Sr.

Il personaggio del Punitore è stato concepito da Gerry Conway ispirandosi al personaggio del giustiziere Mack Bolan, protagonista della serie The Executioner, creata dallo scrittore Don Pendleton nel 1969. Conway, descrivendone lo studio del design, ha dichiarato: «Negli anni settanta, quando scrivevo per la DC e per la Marvel, ho iniziato ad abbozzare le mie idee personali per i costumi dei nuovi personaggi - eroi e criminali - che poi offrivo agli artisti come un rozzo suggerimento di ciò che avevo in mente. Ho fatto questo col Punitore alla Marvel»; il progetto originale, che comprendeva un piccolo totenkopf a destra del petto, è stato modificato dall'allora direttore artistico John Romita Sr. allargando questo emblema su tutto il torso il personaggio è stato poi disegnato per la prima volta dall'illustratore Ross Andru mentre, come rivelato da Stan Lee in un'intervista del 2005, è stato lui a suggerire il nome "Punitore": «Gerry Conway stava scrivendo una sceneggiatura e voleva un personaggio che si rivelasse essere un eroe in seguito, e se ne uscì con il nome Assassin. Ho detto che non pensavo che avremmo mai potuto avere un fumetto in cui l'eroe fosse chiamato Assassin, perché c'è una connotazione troppo negativa intorno a quella parola. E mi sono ricordato che, qualche tempo fa, c'era un personaggio relativamente poco importante [...] [che] è stato uno dei robot di Galactus [antagonista cosmico], e lo avevo chiamato Punitore, mi sembrava che fosse un buon nome per il personaggio che Gerry voleva scrivere - così ho detto, 'Perché non chiamarlo Punitore?' E, dal momento che ero l'editore [Lee è stato nominato editore nel 1972], Gerry ha detto, 'Okay'».
Il personaggio è stato descritto come ossessionato dalla vendetta e, a detta di Garth Ennis, capace di vedere il mondo solamente in termini di bianco o nero; Conway stesso lo ha definito come: «un grande test di Rorschach. Ciò che gli ha conferito un po' di sostenibilità è il poter mettere in lui quello che si vuole, al contrario dell'Uomo Ragno, che è davvero chi è e non deve essere modificato. Il Punitore è un personaggio sottile nei suoi meriti, ma che si presta a un sacco di interpretazioni e a diversi angoli di approccio» mentre secondo Steven Grant: «Heidegger, che ha sviluppato ulteriormente la filosofia di Kierkegaard, si è avvicinato ancora di più a descrivere il Punitore: 'Dal momento che non potremo mai sperare di capire il motivo per cui siamo qui, se c'è ancora qualcosa da capire, l'individuo deve scegliere un obiettivo e perseguirlo con tutto il cuore, nonostante la certezza della morte e della mancanza di significato dell'azione'. Questo è di sicuro il Punitore per come lo concepisco io: un uomo che sa di dover morire e che nel quadro generale le sue azioni non conteranno nulla, ma che persegue la sua strada, perché questo è ciò che ha scelto di fare».

## Storia editoriale
Il personaggio esordì nel febbraio 1974 su The Amazing Spider-Man (vol. 1) n. 129, prima in qualità di avversario e poi come alleato del protagonista, riscuotendo un grande ed inaspettato successo tra i lettori, continuando ad apparire nelle vesti di comprimario in numerose storie dell'Uomo Ragno, di Capitan America e di Nightcrawler divenendo poi, nei primi anni ottanta, una presenza ricorrente anche nel celebre ciclo di Devil scritto da Frank Miller nonché il protagonista di una breve serie in bianco e nero sceneggiata da Archie Goodwin. Questa popolarità spinge la Marvel a prendere in considerazione l'idea di dedicare al personaggio una testata autonoma sondando preventivamente il terreno con una miniserie in 5 albi The Punisher (vol. 1) edita da gennaio a maggio 1986, scritta da Steven Grant e disegnata da Mike Zeck, che riscuote un clamoroso successo commerciale venendo immediatamente seguita da una serie regolare, The Punisher (vol. 2), inizialmente scritta da Mike Baron e disegnata da Klaus Janson, durata 104 numeri (luglio 1987-1995) da cui ne sono derivate altre due: The Punisher War Journal durata 80 numeri (novembre 1988-luglio 1995), e The Punisher War Zone di 41 numeri (marzo 1992-luglio 1995) oltre a un magazine (rivista di formato più grande del fumetto tradizionale) di 16 numeri intitolato The Punisher Magazine (novembre 1989-settembre 1990). Terminate tutte e tre le testate dedicategli, il personaggio è protagonista di una serie di scarso successo scritta da John Ostrander e disegnata da Tom Lyle, dopodiché scompare dalla continuity dell'Universo Marvel lasciando intendere venga giustiziato sulla sedia elettrica; nel 1998 tuttavia, lo sceneggiatore Christopher Golden tenta di resuscitare il personaggio reinventandolo come una sorta di angelo infernale incaricato di combattere demoni e mostri sulla falsariga di Spawn nella miniserie The Punisher: Purgatory (novembre 1998-febbraio 1999) che, nonostante i disegni del riconosciuto maestro dell'horror Berni Wrightson, va incontro alla cancellazione a causa delle numerose proteste mosse dai fan per via della snaturazione del personaggio.
Nel 2000 la Marvel tenta un esperimento affidando a Garth Ennis e Steve Dillon, il rilancio del personaggio sotto l'etichetta Marvel Knights con  The Punisher (vol. 5), miniserie in 12 albi (aprile 2000-marzo 2001) ricca di umorismo nero e violenza che annulla la precedente versione del personaggio (trattata come se non fosse mai avvenuta) riscuotendo un tale successo di pubblico e critica da far sì che Ennis venga successivamente ingaggiato per la realizzazione di una nuova serie regolare, The Punisher (vol. 6), durata 37 numeri (agosto 2001-febbraio 2004) e seguita da una nuova testata The Punisher (vol. 7), riservata a un pubblico adulto e distribuita sotto l'etichetta Marvel MAX per la durata di 75 numeri (marzo 2004-ottobre 2009) e, in seguito, affiancata dal secondo volume di The Punisher War Journal composto di 26 albi (gennaio 2007-2009) incentrati sulle operazioni del personaggio durante gli eventi di Civil War, World War Hulk e Secret Invasion, mentre con l'inizio della saga Dark Reign viene lanciata una nuova serie regolare, The Punisher (vol. 8), durata 21 albi (marzo 2009-novembre 2010) con il protagonista che viene ucciso e resuscitato in maniera simile al Mostro di Frankenstein, portando la testata a venire ribattezzata Franken-Castle durante gli ultimi 5 numeri. Quasi contemporaneamente alla pubblicazione della nona serie, The Punisher (vol. 9), sceneggiata da Greg Rucka (agosto 2011-settembre 2012), Jason Aaron prende in mano il personaggio nella serie PunisherMAX (gennaio 2010-febbraio 2012), seguendo la timeline e la continuity della linea adulta avviata da Ennis.
Verso la fine del 2009 inoltre, per facilitare la comprensione della continuity delle storie del personaggio, la Marvel ne ha reso nota la cronologia di lettura ufficiale stabilendo innanzitutto che i cicli di storie di Ennis, così come le altre storie pubblicate sotto Marvel Knights e MAX, sono da considerarsi appartenenti a una realtà alternativa. L'ordine cronologico ufficiale è dunque:
- The Punisher: Year One n. 1-4 (dicembre 1994-marzo 1995) che narra il primo anno di attività del vigilante.
- Essential Punisher vol. 1 TPB, contiene i primi incontri/scontri di Punisher con altri personaggi dell'Universo Marvel.
- The Punisher (vol. 1) n. 1-5 (gennaio-maggio 1986) che narra l'inizio della crociata di Frank Castle.
- Essential Punisher vol. 2 TPB, contenente i primi 20 numeri della serie regolare del Punitore, l'Annual 1988 e l'albo Daredevil (vol. 1) n. 257.
- The Punisher War Journal (vol. 1) n. 1-8 (novembre 1988-settembre 1989).
- Essential Punisher vol. 3 TPB, contenente i numeri 21-40 della seconda serie regolare dedicata al personaggio e gli Annual 1989 e 1990.
- The Punisher War Zone n. 26-30 (aprile 1994-agosto 1994).
- The Punisher War Zone n. 31-36 (settembre 1994-febbraio 1995).
- Punisher War Journal (vol. 2) n. 1-26 (gennaio 2007-febbraio 2009).

Con l'iniziativa editoriale Marvel NOW!, il Punitore diviene uno dei protagonisti della seconda testata dedicata ai Thunderbolts, conclusasi dopo 32 albi (febbraio 2013-novembre 2014) e immediatamente seguita dal decimo volume dedicato alle avventure in solitaria del personaggio, scritto da Nathan Edmondson per la durata di 20 numeri (aprile 2014-settembre 2015). Con il rilancio di tutte le testate della casa editrice sotto il marchio All New All Different Marvel, la sceneggiatrice Becky Cloonan viene incaricata della decima serie regolare dedicata al personaggio.

### Edizioni italiane
In Italia le avventure del personaggio sono state presentate per la prima volta negli anni settanta dall'Editoriale Corno che, sulle prime edizioni de L'Uomo Ragno, ha deciso di ribattezzarlo "Il Punitore". La suddetta traduzione, conservata anche dagli editori successivi (Star Comics e Marvel Italia) per circa vent'anni, è entrata in disuso verso la fine degli anni novanta, quando il personaggio ha iniziato a venire presentato col suo nome originale anche nella versione in lingua italiana.
Sul finire degli anni novanta, nelle edizioni italiane è stato usato il nome originale, anziché, come in precedenza, la traduzione "Punitore", soprattutto nei titoli dei vari albi che ne contenevano le storie; nei testi invece viene quasi sempre ancora usata la traduzione in lingua italiana.

## Biografia del personaggio

### Origini
Nato nel Queens, New York, da una coppia di italoamericani di origini siciliane, l'operaio Mario Lorenzo Castiglione e sua moglie Louisa, Francis Castiglione dimostra sin da bambino un'insormontabile e sorprendente capacità di sopportazione, tanto da riuscire a sopravvivere in un ambiente così segnato da stenti e povertà da essere costato la vita a suo fratello, nato morto. Poco più che adolescente, conosce una ragazza di nome Maria, che sposa e da cui ha una figlia, Lisa; nel frattempo si arruola nello United States Marine Corps e, uscito dal campo d'addestramento col massimo dei voti, prosegue la sua formazione presso la scuola di fanteria dei Marine, dove incontra l'esploratore nativo americano Phan Bighawk, il quale gli insegna a sopravvivere nella natura selvaggia. Durante la guerra del Siancong, Castiglione viene insignito del grado di capitano e messo a capo di un'unità per le operazioni speciali, prendendo dunque parte a numerosi combattimenti e risultando l'unico sopravvissuto da entrambi i lati alla fine di un sanguinoso assalto dei Siancong all'accampamento di Valley Forge Firebase nel 1971. Per l'eroismo dimostrato nell'adempimento del dovere gli vengono conferite la Medal of Honor, la Navy Cross, tre Silver Star, tre Bronze Star Medal, quattro Purple Heart e la Medaglia presidenziale della libertà. Terminata la sua seconda spedizione in Siancong, l'uomo viene rimandato negli Stati Uniti, dove si ricongiunge a moglie e figlia. Il desiderio di tornare a combattere è tuttavia tanto forte da spingerlo a farsi cambiare legalmente nome all'anagrafe e ad arruolarsi nuovamente con l'identità fittizia di "Frank Castle", riuscendo così a svolgere un totale di 4 anni in servizio prima della nascita del suo secondogenito, Frank Jr.. Successivamente, Frank ottiene l'incarico di addestratore dei commando dei Marines nell'area superiore dello stato di New York, dove porta avanti occasionali operazioni clandestine assieme a loro. È in questo periodo che Frank si ritrova per la prima volta a lavorare con l'hacker David Linus Lieberman, colui che in futuro diventerà noto come Microchip, utile alleato di Castle in molte delle sue operazioni.
Tempo dopo, durante una giornata di congedo, Castle porta moglie e figli a fare un pic-nic nella riserva di Sheep Meadow a Central Park dove, malauguratamente, assistono ad un sanguinario regolamento di conti tra clan rivali operato della cosca di Bruno Costa che, per evitare testimoni, ordina ai suoi uomini di assassinare anche la famiglia di Castle. Frank, sopravvissuto ai numerosi colpi d'arma da fuoco, rimane profondamente traumatizzato dalla morte dei suoi cari e, nel momento in cui gli viene rifiutata la possibilità di testimoniare in tribunale a causa della profonda corruzione nel New York City Police Department, decide di abbandonare il servizio nei Marines, voltare le spalle alla società e, dopo aver assassinato con assoluta lucidità e celerità tutti i colpevoli della morte di sua moglie e dei suoi figli, dedicare il resto della sua vita a combattere con ogni mezzo necessario qualsiasi organizzazione criminale del mondo. Nel suo percorso di brutale vendetta, Castle si attira le attenzioni della famiglia Costa, la quale gli sguinzaglia contro il killer William "Billy" Russo, detto "il bello", per porre fine una volta per tutte alla crociata dell'ex militare. Durante il loro scontro, Willy viene scaraventato contro del vetro, ferendosi gravemente il viso. Terribilimente sfigurato, Willy si fa ricucire da un chirurgo, assumendo l'alias di Mosaico (Jigsaw) e giurando vendetta contro Castle. Da questo momento in poi, indossata una divisa raffigurante un teschio bianco, Frank diviene noto, e temuto, col nome di Punitore (Punisher).

### Punitore
Qualche tempo dopo, convinto dallo Sciacallo che l'Uomo Ragno sia responsabile dell'apparente morte del ricco e celebre Norman Osborn, il Punitore tenta di assassinare l'arrampicamuri e fare giustizia ma, in seguito, chiarisce l'equivoco, diventando un alleato ricorrente dell'eroeche però non ne condivide i metodi e gli impedisce di giustiziare i criminali quando lavorano assieme. Al suo fianco si ritroverà a combattere prima contro Tarantula e poi contro la Deterrence Research Corporation (DRC) di Moses Magnum, intenzionato a sviluppare dei gas tossici. Dopo aver contrasto le operazioni criminali dell'International Industrial Alliance e del Maggia, il Punitore viene accusato ingiustamente di vari omicidi e si allea con l'Uomo Ragno e il membro degli X-Men Nightcrawler per smascherare il vero colpevole: Mosaico, desideroso di vendicarsi del Punitore per quanto causatogli in precedenza. Poco tempo dopo, il Punitore impedisce il rapimento di J. Jonah Jameson e ha un nuovo scontro con l'Uomo Ragno nel momento in cui questi tenta, senza successo, di impedirgli di assassinare un narcotrafficante. Recatosi a Brooklyn per smantellare un'organizzazione criminale, il Punitore ha degli screzi anche con Capitan America, intenzionato a catturarlo poiché lo considera alla stregua di un criminale. Riuscito a fuggire, il vigilante fa ritorno a New York dove uccide un sicario che si spaccia per un svāmin ed affronta nuovamente l'Uomo Ragno, venendo sconfitto ed imprigionato a Ryker's Island dove imperterrito continua la sua guerra al crimine uccidendo il maggior numero possibile di detenuti per poi evadere con l'intento di eliminare una banda di narcotrafficanti, cosa che lo porta a scontrarsi con Devil finendo nuovamente arrestato e rinchiuso alla Dannemora State Prison, da cui riesce ad evadere costringendo Boomerang a collaborare con la falsa promessa di portarlo con lui.
Tornato ancora una volta a piede libero, il Punitore prende di mira Kingpin, irrompendogli in casa e minacciando sua moglie Vanessa, cosa che lo porta a venire massacrato dal boss criminale e ad essere arrestato, processato dal procuratore distrettuale Blake Tower e nuovamente imprigionato a Ryker. Fatto evadere qualche tempo dopo grazie all'intercessione del Trust, un'organizzazione anticrimine, il Punitore ritorna in attività. Dubbioso riguardo alle intenzioni dell'organizzazione, Frank comincia ad indagare, scoprendo che il Trust, capeggiato da Alex Alaric, fa uso di criminali a cui è stato fatto il lavaggio del cervello per renderli simili a lui ed usarli come esercito privato per la lotta al crimine. Il Punitore, disgustato, ne uccide tutti i membri ponendo fine alle attività della società. Successivamente, approfittando di una fedina penale ripulità dal Trust e dallo scoppio di una guerra tra bande per le strade di New York, si dedica ad assassinare il maggior numero possibile di gangster.
In seguito, il Punitore stringe un sodalizio con l'hacker Microchip, il quale si offre di fornire supporto tecnologico alle sue operazioni, consentendogli così di allargare la sua crociata su scala globale, uscendo dagli Stati Uniti per estirpare alla radice una banda di narcotrafficanti in Bolivia. Dopo aver tentato inutilmente di ricostruirsi una vita pacifica nel Midwest, Castle affronta ed uccide il sinistro leader di un belligerante culto religioso, si trova poi coinvolto in un vasto intrigo internazionale inerente armi nucleari, affronta un gruppo di funzionari governativi corrotti, dà la caccia a un serial killer, si scontra nuovamente con Devil, ferma una tratta di profughi alieni, collabora con Cloak e Dagger e tenta di assassinare Lapide.

### War Journal
Dopo aver fatto irruzione in un carcere di massima sicurezza per uccidere un suo vecchio nemico riuscendo ad evadere il giorno stesso, il Punitore affronta l'ex-gangster Hector Montoya e si spaccia per un insegnante al fine di smascherare un traffico di stupefacenti in una scuola pubblica, dopodiché riprende la sua guerra a Kingpin addestrando un piccolo esercito grazie al quale rade al suolo il più importante casinò del re del crimine ed affronta un ex-commilitone divenuto assassino prezzolato. Svolte successivamente una serie di missioni tra l'Australia e Las Vegas, Punisher si reca a Madripoor sgominando una gang di malviventi assieme a Wolverine ed affrontando un gruppo di ninja per poi abbattere un cartello della droga di New York, collaborare con la Vedova Nera e smascherare una serie di ufficiali corrotti dell'esercito. Castle porta in seguito a termine una missione per la Damage Control e aiuta Moon Knight a sconfiggere ULTIMATUM recandosi successivamente a Latveria nel tentativo di assassinare il Dottor Destino affrontando, poco dopo, il mercenario Bushwacker e una gang di motociclisti; tornato in seguito a collaborare con l'Uomo Ragno e svolte una serie di missioni fuori dagli Stati Uniti affrontando il gruppo di mercenari australiani noto come Reavers, il Punitore si scontra nuovamente con Mosaico e, nel periodo successivo, prende parte a una serie di operazioni assieme a U.S. Agent, Paladin, Ghost Rider e Moon Knight.
Svolte numerose altre spedizioni punitive, il Punitore scompare dalla circolazione provocando il diffondersi della voce che sia stato giustiziato sulla sedia elettrica ma, in realtà, si trasferisce in un appartamento nella periferia di New York sotto il falso nome di "John Smith" con l'intento di muovere guerra alla famiglia mafiosa degli Gnucci. Con l'occasionale aiuto dei suoi grotteschi coinquilini, l'obeso Mr. Rotondi, il nullafacente ed ossessionato dai piercing "Spacker" Dave e la timida Joan "Il Topo", segretamente innamorata di lui, Frank uccide Carlo, Bobbie ed Eddie Gnucci per poi scaraventare la spietata matriarca della cosca, Ma Gnucci, nella gabbia degli orsi di Central Park. La donna tuttavia, pur perdendo braccia e gambe, sopravvive e, per vendicarsi, assolda un sicario chiamato il Russo, mentre il dipartimento di polizia ordina di formare una task force per arrestare il vigilante e vi mette a capo l'incompetente detective Martin Soap; Punisher riesce tuttavia a depistare la polizia, uccidere il russo e dar fuoco alla villa di Ma Gnucci ardendola viva, non prima però di averla derubata spartendo poi l'immensa fortuna della malvivente tra i suoi tre coinquilini così da dar loro un'occasione per cambiar vita.
Tempo dopo Castle affronta nuovamente il Russo, trasformato in un enorme cyborg transessuale, riuscendo a sconfiggere sia lui che il suo creatore, il brillante ma folle generale Kreigkopf, solo facendo saltare Grand Nixon Island con una bomba all'idrogeno e, grazie a una macchina del tempo ideata da Reed Richards (Mister Fantastic), torna brevemente nella Chicago del 1929 per assassinare Al Capone. Dopo essersi infiltrato a una riunione di pace tra clan mafiosi uccidendo tutti i partecipanti ed aver nuovamente collaborato con Wolverine Punisher uccide un gruppo di poliziotti corrotti del Lower East Side per poi affrontare contemporaneamente l'Uomo Ragno, Wolverine e Devil mandando all'aria il loro ennesimo tentativo di catturarlo sfruttando un'amnesia dell'incredibile Hulk per disfarsi di loro.

### Civil War
Durante la guerra civile dei superumani, il Punitore mantiene inizialmente una posizione di neutralità e disinteresse tuttavia, nel momento in cui il governo inizia a servirsi di supercriminali per far rispettare la legge, si schiera con la fazione anti-registrazione soccorrendo l'Uomo-Ragno dalle unità caccia-maschere e portandolo al nascondiglio degli eroi ribelli aiutandoli, in seguito, a fare irruzione nel Baxter Building. Quando però uccide a sangue freddo due supercriminali recatisi dai ribelli per unirsi a loro, il Punitore viene picchiato da Capitan America in persona ed espulso dal gruppo; dato l'enorme rispetto nutrito nei confronti di Cap e di tutto ciò che rappresenta, Castle non reagisce minimamente all'aggressione ed accetta l'espulsione senza obiettare per poi venire braccato da una task force dello S.H.I.E.L.D. capitanata da G. W. Bridge non appena il conflitto giunge a una conclusione.
Successivamente alla morte di Capitan America, per onorarne la memoria, il Punitore modifica il suo costume rendendolo simile a quello dell'eroe tuttavia, dopo essersi reso conto che questo ruolo è troppo pesante per lui, decide di consegnare il nuovo costume e la maschera originale di Cap al Soldato d'Inverno per poi recarsi in Messico a smantellare un cartello della droga assieme a Moon Knight.

### Dark Reign
Dopo l'invasione segreta degli Skrull Norman Osborn viene nominato responsabile della sicurezza dal governo degli Stati Uniti ed assume il controllo dello S.H.I.E.L.D. ribattezzandolo H.A.M.M.E.R.; disgustato, il Punitore tenta di assassinarlo sparandogli con un fucile Skrull da oltre cinque miglia di distanza, ma viene ostacolato dall'intervento tempestivo di Sentry e riesce a fuggire solo grazie all'aiuto di un ragazzo di nome Henry; per liberarsi del vigilante Osborn si rivolge al misterioso Hood, che resuscita il suo ex-alleato Microchip (ucciso dallo stesso Frank a seguito di un tradimento) promettendogli di riportare in vita suo figlio qualora riesca a uccidere il Punitore; tuttavia né gli sforzi di Micro né la resurrezione di tutti i supercriminali uccisi dal Flagello dei criminali riesce al raggiungimento dello scopo, spingendo dunque Hood a rapire Bridge e la sua famiglia per attirare il vigilante nel loro covo offrendogli di resuscitare la sua famiglia e il figlio dell'ex-socio a patto che rinneghi la sua crociata uccidendo Bridge, il Punitore rifiuta ma Microchip assassina comunque l'agente dando inizio al rituale e provocando l'ira del vigilante, che dà alle fiamme sia Micro che i resuscitati e costringe Hood a lasciarlo andare sotto minaccia di mandare un dossier sulla sua organizzazione a Kingpin; inoltre, saputo che Henry è il figlio di Mosaico, lo abbandona.
Furioso per il fallimento di Hood, Osborn mette successivamente Daken in testa a dozzine di agenti H.A.M.M.E.R. ordinandogli di uccidere il Punitore; dopo un violento ed estenuante corpo a corpo, Castle ha la peggio e muore dilaniato dagli artigli del nemico. Tempo dopo tuttavia, Morbius e la Legione dei mostri lo rianimano con pezzi di metallo e componenti elettrici trasformandolo in un non morto: "Franken-Castle"; dopo aver aiutato a difendere l'Isola dei Mostri da un'invasione, la creatura si mette sulle tracce di Daken per vendicarsi ma viene intralciato da Wolverine dopodiché, utilizzando la Pietra di Sangue per rigenerare le ferite riportate, ritorna umano.

### La morte del Punitore
Nel 2010 la Marvel si rende conto che il personaggio di Castle (le cui origini sono legate alla guerra in Vietnam e al periodo immediatamente successivo) è ormai invecchiato anagraficamente, e decide di ricominciare da capo; prima però affida a Jason Aaron e Steve Dillon una breve serie nella linea MAX che chiude i ponti col passato, orchestrando la morte di Frank Castle durante uno scontro con un nuovo nemico: Kingpin. In realtà, Wilson Fisk qui è solo una guardia del corpo ancora relativamente giovane (il figlio Richard non è neppure adolescente), impiegato dal boss mafioso Don Rigoletto. Fisk lo convince a mettere su la figura di un Kingpin (in passato una sorta di leggenda metropolitana) per attirare il Punitore allo scoperto, affidandogli la parte; Rigoletto si renderà conto troppo tardi che Fisk ha intenzione di essere davvero il Kingpin del crimine. Per contrastare Frank, Fisk si affida prima al killer Bullseye, che riesce a trovare un punto debole nella corazza insensibile del Punitore: la ragione per cui ha intrapreso veramente la sua guerra al crimine.
Castle, tornato dai suoi 3 turni in Vietnam, prima di diventare un vigilante, avvertiva comunque il bisogno di tornare in azione, nonostante si sforzasse di condurre una vita normale; le angherie testimoniate nei confronti di altri cominciarono a risvegliare le sue tendenze giustizialiste; a questo si aggiunse l'entrata in scena di Nick Fury, che voleva reclutare Frank per lavorare a operazioni segrete; Fury e Castle si erano conosciuti durante il secondo turno in Vietnam del marine, quando la spia (all'epoca ancora nella CIA) lo portò con sé per un'operazione dietro le linee nemiche (la storia appare nella serie Fury: Guerriero Freddo; all'epoca Castle era solo tenente, ma dopo il ritorno Fury spinse per la sua promozione a capitano). Castle, dopo molta indecisione, scelse di tornare in campo, pur sapendo di lasciare indietro moglie e figli; per questo li portò al parco, il giorno fatale in cui furono uccisi. Il suo senso di colpa per la decisione di partire e lasciarli è la vera molla che ha fatto scattare la crociata del Punitore.
Nel presente, dopo una cruenta battaglia con Bullseye, Castle finisce in galera, ma ne esce grazie ad un detenuto che vuole rendere la vita difficile a Fisk; questi, vista l'indisponibilità di Bullseye, ingaggia la killer Elektra, che diventa anche sua amante; la moglie Vanessa infatti lo odia, perché ha sacrificato il loro unico figlio per la scalata al potere; infatti Elektra è stata già assoldata da Vanessa Fisk per eliminare il marito. Kingpin cerca di fare terra bruciata intorno al Punitore; il vigilante lo affronta e lo uccide, morendo a sua volta per le ferite riportate; Elektra rimane paraplegica e viene uccisa dai suoi stessi datori di lavoro, la Mano; resta solo Vanessa Fisk, che muore per mano di Nick Fury. Il colonnello Fury è l'unico a reclamare il corpo di Frank Castle per la sepoltura, e dopo aver fatto una pesante paternale ai detective incaricati del caso e bruciato la vecchia casa di famiglia dei Castle, lo fa seppellire con l'alta uniforme dei Marines; la sera, commemorando l'ex collega in un bar, Fury scopre con ironia che un gruppo di cittadini si stanno improvvisando vigilanti con il simbolo del teschio bianco addosso.

### Ritorno
Una volta ucciso Frank Castle, la Marvel lo resuscita con pochi cambiamenti, di cui il più importante è l'essere veterano dell'Afghanistan; vengono introdotti nuovi personaggi, ed alcuni vengono svecchiati (come Billy Russo, qui ex commilitone di Frank passato poi in una società paramilitare che svolge anche attività illecite).
Il Punitore affronta nuovamente Mosaico uccidendolo. Successivamente si allea con l'ex-Marine Rachel Cole-Alves, rimasta vedova durante il suo banchetto di nozze a causa di una sparatoria tra famiglie mafiose rivali; nonostante rimanga gravemente ferito a un occhio durante l'operazione il Punitore riesce, con l'aiuto della donna, a giustiziare tutti i colpevoli della strage ma, durante lo scontro decisivo, Cole-Alves uccide per errore anche un agente di polizia venendo perciò arrestata e condannata a morte. Poco tempo dopo però, il Punitore si prodiga a farla evadere e, dopo essersi scontrato coi Vendicatori, riesce nel suo intento grazie alla segreta complicità di Wolverine, venendo tuttavia catturato al posto della donna e rinchiuso in una prigione subacquea da cui viene fatto uscire grazie all'Hulk Rosso, che lo recluta nei suoi Thunderbolts non sponsorizzati dal governo; sebbene inizialmente si mostri collaborativo ed intrecci anche una relazione con Elektra Natchios (altro membro della squadra), dopo alcune missioni il Punitore rivela di voler assassinare tutti gli ex-criminali che compongono la squadra e, a seguito di uno scontro con tutti loro, torna alla sua vita da vigilante fuorilegge dedicandosi allo smantellamento di un grosso traffico di droga a Los Angeles.
Nel corso delle fasi finali dell'incursione tra Terra 616 e Terra 1610 irrompe a una festa di supercriminali massacrandoli e accetta poi una missione per conto degli Howling Commandos a Tikrit, dove decima una cellula terrorista morendo poco dopo per le ferite riportate.

### Nuovissimo Universo Marvel
Con la rinascita del multiverso, il Punitore torna in vita ed affronta Devil poiché intenzionato ad uccidere un gangster che lui desidera invece consegnare alla giustizia, inoltre prende di mira un'organizzazione di narcotrafficanti in Connecticut entrando in conflitto con gli uomini della DEA, da anni intenzionati a smantellare legalmente le loro operazioni.In questo universo si viene a conoscenza di un esperimento dello Sciacallo scoperto da Nick Fury su una donna e due ragazzini che hanno le sembianze della moglie e dei figli di Frank, cosa che lascia supporre una loro rinascita o una clonazione (quest'ultima, secondo quanto Fury lascerebbe intendere implicitamente, è quella più probabile, data la conoscenza che il criminale ha nel campo).Tuttavia, al momento solo Fury e Maria Hill ne sono a conoscenza.

### War Machine
Dopo il ferimento di James Rhodes in Civil War II, Nick Fury "presta" a Castle la sua armatura per fermare un gruppo di agenti S.H.I.E.L.D. disertori alleatisi con un dittatore di un ex stato sovietico; tuttavia, Frank va ben oltre le direttive della spia, che alla fine chiama i Vendicatori a fermarlo; Castle non ci sta e prosegue la sua guerra al crimine facendo un impressionante numero di morti; quando parecchi Vendicatori lo hanno circondato, Castle viene convinto ad arrendersi non da loro ma dal convalescente Rhodes (che in questa continuity è un marine e non più un aviere); tuttavia, Castle fuggirà per riprendere la sua guerra.

## Poteri e abilità
Frank Castle dispone di una condizione fisica quasi all'apice della perfezione umana e si sottopone quotidianamente a intensive e snervanti sessioni di allenamenti per incrementare ulteriormente la propria forza fisica. Sebbene formalmente appartenesse al corpo speciale dei Force Recon del Corpo dei Marines, come risultato di un addestramento multidisciplinare ha ricevuto anche una formazione completa come Ranger e Navy SEAL, oltre alle competenze apprese durante le varie esercitazioni crociate coi reggimenti speciali australiani nella guerra del Vietnam. Dopo aver iniziato la sua carriera come il Punitore si è inoltre servito della sua formazione e disciplina militare per migliorare ed ampliare le sue capacità in settori utili alla sua missione, quali la guerriglia urbana, il camuffamento e l'uso di armi non militari; Castle è un superbo stratega dotato di capacità tattiche eccezionali e specializzato in operazioni clandestine, utilizzo e manutenzione di armi da fuoco specialistiche, infiltrazione in strutture o territori nemici pesantemente sorvegliati, assassinio, tortura, rapimento, spionaggio, tattiche stealth ed ordigni esplosivi improvvisati. Il Punitore è addestrato nel combattimento corpo a corpo e conosce svariate forme di arti marziali come Jūjutsu, Ninjutsu, Taekwondo, Hwa Rang Do e Qinna; dispone di un'insormontabile forza di volontà, che lo rende pressoché immune al controllo mentale, e di una soglia del dolore tanto elevata da poter rimanere in piedi anche dopo essere stato colpito da un'arma da fuoco di piccolo calibro, accoltellato in pieno petto, lanciato più volte attraverso un muro, colpito con un taser o da un potente tranquillante.
Il Punitore possiede vari nascondigli dislocati principalmente, ma non esclusivamente, nell'area di New York, nonché molteplici identità e conti bancari fittizi, il tutto finanziato con gli ingenti quantitativi di denaro sottratto ai criminali uccisi nel corso della sua guerra privata. La sua uniforme è una corazza in kevlar ignifugo a prova di pallettoni e proiettili di calibro moderato; il caratteristico teschio bianco sul suo petto, il cui design, nella finzione narrativa, è stato ispirato dall'incontro con un cecchino vietcong o con l'entità demoniaca "Olivier", oltre che per intimorire i nemici, occorre ad attirare il fuoco nemico nel punto più protetto dell'uniforme. In un arco narrativo uscito sotto l'etichetta Marvel MAX la comprimaria Jenny Cesare, riferendosi al simbolo, afferma: «Capisco perché indossi questa. Perché chi la vede possa capire cosa è venuto a portarlo via». Il Punitore si è spesso dimostrato capace di utilizzare anche armi e dispositivi ideati da supercriminali.
Nonostante sia solito utilizzarne di qualsiasi tipo, le armi da fuoco più ricorrenti e rappresentative del personaggio sono l'M16 accessoriato con M203, la Colt. 45, l'AK-47, la mitraglietta Uzi, la storica mitragliatrice M60, la Desert Eagle, la Colt M1911 e la mitragliatrice a canne rotanti Gatling (o Minigun).

## Altre versioni

### 2099
Nel futuro di Marvel 2099, Il Punitore è il poliziotto newyorkese Jake Gallows che, rimasto sconvolto in seguito all'omicidio di sua madre, suo fratello e sua cognata, trova negli archivi della polizia il giornale di guerra di Frank Castle, decidendo di seguirne le orme. Armatosi di una tuta che gli conferisce forza sovrumana, inizia quindi a uccidere senza pietà ladri, assassini e stupratori. Divenuto il Ministro della Punizione di Latveria, muore per difendere Destino 2099.
Una versione alternativa del personaggio ambientata nella medesima linea temporale è Cossandra Natchios, figlia illegittima dei defunti Frank Castle ed Elektra Natchios che, dopo essersi scoperta malata di cancro terminale, decide di passare il testimone a suo figlio Franklin che tuttavia, dopo la morte della donna, si rifiuta di raccoglierne l'eredità ponendo fine alla stirpe dei Punitori.

### Age of X
Nella realtà alternativa di Age of X, Frank Castle è il generale dell'esercito statunitense incaricato di supervisionare i Vendicatori dirigendoli nelle missioni contro i mutanti, benché il suo vero obiettivo sia quello di scatenare un genocidio contro l'intera razza.

### House of M
Nella realtà di House of M, Frank Castle riesce a proteggere con le sue abilità la sua famiglia, in quel giorno fatale in cui avrebbero dovuto morire; durante l'indagine della polizia, la notizia arriva al mutante John Proudstar che lo recluta nella squadra affidatagli da Magneto per combattere la resistenza sapiens; tuttavia, Castle si rende conto che sta dalla parte sbagliata e tradisce la squadra unendosi ai Vendicatori guidati da Luke Cage, dopo aver messo al sicuro moglie e figli in Wakanda con il permesso di re T'Challa..

### Mangaverse
Nel Marvel Mangaverse, Sosumi Brown, preside di un istituto privato a Tokyo, opera segretamente nei panni della vigilante Punisher per combattere l'organizzazione criminale della spietata Skang Kee Ho e i loro alleati Oni.

### Marvel Noir
Nella serie The Punisher Noir, Frank è un veterano della prima guerra mondiale la cui moglie, Ruth, è morta di cancro e che viene a sua volta ucciso dalla coalizione di gangster formata da Mosaico, Barracuda e il Russo; suo figlio, Frank Castiglione, Jr., una volta adulto, assume l'identità del Punitore per vendicarlo.

### Marvel Universe vs The Punisher
Nella miniserie Marvel Universe vs The Punisher, una piaga batteriologica trasforma progressivamente l'intera popolazione mondiale, soprattutto i superumani, in cannibali privi di controllo e il Punitore, in qualità di unico immune, si prodiga a tenere sotto controllo la situazione affrontando e uccidendo la Cosa, Hulk, Kingpin e l'Uomo Ragno mentre Reed Richards cerca di trovare una cura.

### Marvel Zombi
Nella realtà di Marvel Zombi, il Punitore approfitta dello scompiglio causato dai non morti per assassinare i maggiori boss criminali di New York: Kingpin, il Gufo e Testa di martello. Inizialmente alleato di Ash Williams, dopo che questi lo vede uccidere esseri umani e non zombie lo abbandona portandolo a venire infettato poco dopo.

### MC2
Nel futuro alternativo di MC2, nonostante l'età avanzata Frank Castle è ancora attivo come vigilante, sebbene si sia spostato in Sud America per dedicarsi in modo mirato ai narcotrafficanti; fatto ritorno a New York per affrontare un boss criminale chiamato Silverback, che anni addietro è sopravvissuto a uno scontro con lui, riesce ad assassinarlo e scongiurare lo scoppio di una guerra tra bande rimanendo tuttavia ferito mortalmente nella battaglia decisiva.

### Terra 65
Su Terra 65, Frank Castle è un capitano del NYPD incaricato di sostituire George Stacy al comando della task force per arrestare Spider-Woman, ex-marine reduce dell'Afghanistan e della seconda guerra del Golfo tanto ossessionato dal suo lavoro da spingere sua moglie e i suoi due figli a lasciarlo; dopo aver affrontato personalmente Spider-Woman risultando pesantemente sconfitto riesce a vederla smascherata, sebbene non abbia idea di chi essa sia.

### Ultimate
Nell'universo Ultimate, il Punitore è un ex-agente della polizia di New York la cui famiglia è stata uccisa da un gruppo di colleghi corrotti che aveva scoperto; una volta vendicatosi dei responsabili diviene un vigilante iniziando a uccidere criminali e altri agenti corrotti. Nonostante il suo aspetto e i suoi metodi siano pressoché gli stessi della controparte classica, questa versione del personaggio risulta tanto violenta da cercare di uccidere perfino Spider-Man o Devil. Dopo essere stato arrestato da Capitan America, Castle elude la pena di morte grazie a Nick Fury, che lo inserisce nel suo team segreto, gli Avengers, fornendogli una tuta che ne amplifica le prestazioni fisiche. La suddetta versione ricorda a tratti la prima trasposizione cinematografica del personaggio.

### Un uomo chiamato Frank
Nella realtà di Punisher: A Man Named Frank, Frank Castle è un pistolero in viaggio attraverso il vecchio West spinto dalla sete di vendetta nei confronti degli assassini della sua famiglia.

### Marvel Vs DC
Nel crossover in due parti Punisher/Batman, Frank Castle si reca per due volte a Gotham City (a distanza di mesi una volta dall'altra) inseguendo il rivale Mosaico, il quale, intenzionato a farsi un nome nella malavita di Gotham, stringe alleanza con il Joker. Qui Frank si scontra con Jean-Paul Valley, che all'epoca aveva assunto i panni di Batman dopo gli eventi di Knightfall, per poi unire le forze con lui per affrontare Mosaico. In seguito incontrerà Bruce Wayne in persona, ritornato in attività dopo essere guarito dalla menomazione alla spina dorsale causatagli da Bane. Dopo uno scontro con i rispettivi nemici, Frank arriva molto vicino ad uccidere il Joker venendo fermato da Batman, che gli intima di lasciare Gotham per non farvi mai più ritorno. Curiosamente, tale crossover risulta canonico per la continuity mainstream DC, in quanto i suoi eventi vengono esplicitamente citati in un numero della testata di Nightwing del 2000 (nonostante Frank non venga chiamato per nome per ovvie ragioni di copyright).

### What If?
Il personaggio è stato reinventato in sette scenari della serie fuori continuity What If?:
- Nel primo, che immagina cosa sarebbe successo se la famiglia Castle non fosse stata sterminata a Central Park, questi si congeda dai Marine divenendo un poliziotto ma, dopo aver scoperto un giro di tangenti nel dipartimento, sua moglie e i suoi figli vengono comunque assassinati per metterlo a tacere, cosa che lo porta a divenire comunque il Punitore[155].
- Nel secondo, che immagina cosa sarebbe successo se lo spirito del Dottor Strange avesse scelto Castle per combattere i vampiri, questi riesce ad uccidere quasi tutti gli X-Men vampirizzati venendo infine assassinato da Wolverine[156].
- Nel terzo, che immagina cosa sarebbe successo se Frank Castle fosse stato l'ospite del simbionte egli riesce a dominarlo perfettamente e se ne serve per uccidere Lapide e Kingpin[157].
- Nel quarto, che immagina cosa sarebbe successo se il Punitore avesse ucciso l'Uomo Ragno al loro primo incontro, accortosi dell'inganno dello Sciacallo si mette sulle sue tracce e lo uccide un istante prima che la polizia lo arresti[158].
- Nel quinto, che immagina cosa sarebbe successo se Capitan America fosse rimasto invalido dopo uno scontro col Teschio Rosso, l'eroe a stelle e strisce seleziona Castle come suo successore convincendolo ad abbandonare la sua sete di vendetta per diventare un eroe[159].
- Nel sesto, che immagina cosa sarebbe successo se il Punitore avesse simpatizzato per i criminali ritenendo le loro azioni frutto dell'ambiente in cui sono cresciuti, viene freddato a colpi d'arma da fuoco da un gruppo di malviventi[160].
- Nel settimo, viene immaginato cosa sarebbe successo se Wolverine fosse divenuto il Punitore negli anni venti[161].

### Ghost Rider Cosmico
Una delle versioni alternative più pericolose e potenti del Punitore. Apparso per la prima volta nella miniserie Thanos, questa versione di frank Castle muore quando Re Thanos, una versione più potente del Titano Pazzo, stermina l'umanità sulla Terra. Finito all'inferno, Mefisto propone all'uomo di divenire il nuovo Spirito di Vendetta, spedendolo però su una Terra desolata e senza forme di vita. Durante il suo pellegrinare in un mondo vuoto che lo spinge quasi alla follia, Castle vede l'arrivo di Galactus, provato dalla guerra contro Thanos, che gli propone di divenire il suo nuovo araldo e di cibarsi del pianeta per recuperare le forze. Il nuovo Ghost Rider accetta e diviene il nuovo araldo di Galactus, combinando i suoi nuovi poteri cosmici con quelli infernali. Galactus tuttavia perirà contro Thanos, mentre Frank diverrà per molto tempo il servo del Titano, fino a quando il Rider non troverà di nuovo la morte per mano di Silver Surfer. Salvato da Odino e spedito nel Valhalla, Castle sarà poi "cacciato" e gli verranno ridati i suoi poteri, permettendogli di continuare la sua crociata di punizione e castigo nel cosmo.

### Parodie
Nell'ottobre 1996 il Punitore è stato protagonista della storia a fumetti Rat-Man contro il Punitore, primo di una serie di team-up inediti di Rat-Man con personaggi Marvel realizzati da Leo Ortolani per la Marvel Italia. La storia è stata pubblicata sul n. 12 di Wiz, rivista antologica della Marvel.

## Altri media

### Cinema
- Nel 1989, visto il successo del personaggio, ne viene realizzato un adattamento cinematografico: Il vendicatore (The Punisher) diretto da Mark Goldblatt con Dolph Lundgren nei panni del protagonista che, anziché un militare, è un poliziotto esperto di arti marziali; nonostante le divergenze, si allea con la mafia per sconfiggere un potente clan della Yakuza. Il film si rivela tuttavia un insuccesso e, viste le numerose critiche negative dovute alla totale infedeltà rispetto ai fumetti, viene immediatamente ritirato dalle sale e distribuito in home video.[163]

Il Punitore interpretato da Thomas Jane nell'omonimo film del 2004

- Nel 2004, dato il crescente successo cinematografico degli eroi della scuderia Marvel e l'accresciuta influenza dell'editore nel settore, la Lions Gate Entertainment, con distribuzione Columbia Tristar, produce il film The Punisher scritto e diretto da Jonathan Hensleigh[164] con Thomas Jane nei panni di Frank Castle e John Travolta in quelli dello spietato boss Howard Saint. In questa versione il personaggio è un agente dell'FBI ed ex-operatore della Delta Force nella Guerra del Golfo che intraprende una guerra privata con la mafia, rea di aver ucciso la sua famiglia. Questa trasposizione, molto più fedele ai fumetti, viene accolta positivamente dai fan e dal pubblico producendo buoni risultati al botteghino[165] e spingendo la produzione a mettere in cantiere un sequel che rimane in lavorazione per 3 anni venendo infine accantonato.[166][167][168]
  - Thomas Jane torna in seguito ad interpretare Punisher nel cortometraggio indipendente Dirty Laundry mostrato per la prima volta al San Diego Comic-Con International del 2012.[169]
- Nel 2008 la Lions Gate distribuisce un nuovo film sull'antieroe prodotto dai Marvel Studios e intitolato Punisher - Zona di guerra, diretto da Lexi Alexander ed interpretato da Ray Stevenson nei panni di Frank Castle/The Punisher e Dominic West nei panni di Billy Russoti/Puzzle. La pellicola rappresenta un reboot totale della saga del Punitore e non ha continuità né prende in considerazione il film precedente;[170] nonostante l'intenzione originale di produrre un sequel, il flop al botteghino[171] provoca l'accantonamento del progetto facendo sì che i diritti cinematografici del personaggio ritornino alla Marvel.[172]

#### Animazione
- Punisher è un comprimario del film d'animazione giapponese Iron Man: Rise of Technovore (2013).
- Il personaggio è coprotagonista, assieme alla Vedova Nera, del film animato direct-to-video Avengers Confidential: La Vedova Nera & Punisher (2014).[173]

### Televisione
- Il personaggio compare nella serie animata degli anni novanta Spider-Man - L'Uomo Ragno dove, assieme a Blade, è l'unico vigilante che fa uso di armi letali (senza però uccidere nessuno visto il target di riferimento) sebbene venga sempre richiamato dai suoi collaboratori. In questa versione, anziché vestire di nero, indossa un costume acquamarina e, nell'adattamento italiano, viene chiamato: "Il Vendicatore".
- Nella serie animata Insuperabili X-Men compare un robot con le fattezze del personaggio.
- In Iron Man: Armored Adventures il personaggio viene menzionato indirettamente da Pepper Potts.
- Punisher è presente in un episodio della serie animata Super Hero Squad Show
- In Avengers - I più potenti eroi della Terra Punisher viene menzionato più volte.
- Il personaggio ha un cameo in Avengers Assemble.

### Marvel Cinematic Universe
Nelle serie televisive Netflix legate al franchise del Marvel Cinematic Universe, Frank Castle / The Punisher è interpretato da Jon Bernthal, la cui performance è stata lodata della critica. In questa versione, anziché aver servito durante la guerra del Vietnam, si è arruolato a diciannove anni e ha combattuto nella seconda guerra in Afghanistan.
- In Daredevil compare nella seconda stagione trovandosi, nonostante il conflitto ideologico con Daredevil a maturare un certo rispetto per lui e divenendo suo occasionale alleato. Appare come primo antagonista della stagione intento in una sanguinosa vendetta mirata al cartello messicano, i bikers della Dog's Of Hell e i mafiosi Irlandesi, tutte squadre che parteciparono alla retata della polizia newyorkese alla giostra di Central Park che uccise la sua famiglia, composta dalla moglie e i due figli. Dopo essere stato catturato da Daredevil, viene difeso in tribunale dalla NelsonΜrdock per poi essere incarcerato brevemente a Ryker, fino a quando viene fatto evadere dal ricco e potente signore del crimine Wilson Fisk (Kingpin). Scoprendo che anche la sua squadra di Marines era coinvolta nell'assassinio della sua famiglia, parte alla ricerca degli ultimi colpevoli da giustiziare.
- Frank Castle è il protagonista dell'omonima serie televisiva spin-off.[178][179][180] Dopo aver trovato e ucciso tutti i responsabili dell'assassinio dei suoi cari, Frank torna a New York con la nuova identità di Pete Castiglione nel tentativo di condurre una vita più normale possibile. David "Micro" Lieberman, un ex-impiegato dell'NSA creduto morto, si mette in contatto con il Punitore per ottenere giustizia e tornare alla sua vita di padre e marito, dimostrando che i guai di Frank e l'omicidio di Liberman sono stati causati da membri del governo americano che coprivano un giro di traffico di droga dall'Afghanistan mascherata con le operazioni dei Marines a cui parteciparono lo stesso Frank e Billy Russo e altri compagni che entrarono nel giro una volta tornati negli Stati Uniti. Grazie al supporto dell'agente Madani dell'Homeland Security, inizia una guerra tra ex-marines che vede Frank e Billy Russo come gli ultimi protagonisti della vicenda e unici testimoni di come il traffico di droga abbia portato alla retata a Central Park. Dopo aver battuto e sfregiato il suo ex-compagno alla giostra, a Frank viene data l'occasione di andarsene dalla città con la sua nuova identità. Nella seconda stagione la vita ormai normale di Frank viene bruscamente interrotta nel Michigan, quando egli si ritrova a dover proteggere Rachel, una ragazza adolescente, da un gruppo di sicari inviati dal misterioso John Pilgrim. Pensando di poterla proteggere meglio, Frank torna a New York con Rachel, facendosi ospitare da una riluttante Madani, ossessionata da un psicologicamente instabile Billy Russo. Dopo gli eventi della prima stagione, infatti, Billy ha il volto coperto da orribili cicatrici e, a causa di un violento trauma cranico riportato durante lo scontro con il Punitore, non ricorda nulla degli eventi passati, se non lo spaventoso teschio simbolo dell'antieroe. Spaventato e furioso evade dall'ospedale in cui era tenuto sotto osservazione e fonda una banda criminale di ex veterani di guerra che si dedica a furti e rapine, diventando così il Jigsaw. Così Frank, ancora assetato di vendetta, dà la caccia a Jigsaw mentre, contemporaneamente, protegge Rachel da Pilgrim. A fine stagione Frank riesce a ottenere la sua vendetta su Russo, che ha riacquisito parte della memoria e cerca a sua volta vendetta su Castle, e a mettere in salvo Rachel da chi ha tentato di ucciderla inviando Pilgrim, rivelatosi, alla fine, non meritevole di essere punito. Nella scena finale di stagione si può notare il Punitore intento a sgominare una banda di criminali con indosso il suo iconico costume.
- Nel 34° film dell'MCU Deadpool & Wolverine (2024), una variante di The Punisher viene menzionata dagli alcuni personaggi (tra cui Elektra e Deadpool) ma non compare fisicamente. Il violento vigilante, venuto da un altro universo alternativo (catalogato come la Terra-58732) ed esiliato nel Vuoto, faceva parte della Resistenza (ossia come i Resistenti) guidata dalla giovane mutante X-23 per sconfiggere la tirannia di Cassandra Nova (la sorella gemella cattiva del professor Charles Xavier) e le sue minacce per devastare le realtà parallele, ma purtroppo viene ucciso da quest'ultima, insieme al resto del gruppo (Daredevil, Magneto, Quicksilver e la Torcia Umana).
- Il personaggio ricompare nuovamente nella serie televisiva su Disney+ Daredevil - Rinascita.[181]
- The Punisher tornerà in speciale televisivo senza titolo dedicato al personaggio, previsto come parte di Marvel Studios Special Presentations.[182]
- The Punisher ricomparirà nel film Spider-Man: Brand New Day (2026).[183]

### Videogiochi
- Al personaggio sono stati dedicati, nel 1990, due videogiochi intitolati The Punisher, uno per NES ed uno per Amiga e PC.
- Nel 1993 viene distribuito il picchiaduro a scorrimento arcade The Punisher, sviluppato da Capcom e Marvel.
- Il Punitore compare in qualità di supporto nel videogioco Spider-Man.
- All'inizio de Marvel Nemesis: L'Ascesa degli Esseri Imperfetti è possibile vedere la caratteristica maglietta col teschio del personaggio.
- Dopo il successo della trasposizione cinematografica del 2004 viene pubblicato The Punisher, videogioco estremamente violento creato da THQ, Volition e Marvel uscito per PlayStation 2, Xbox e PC Windows che si è rivelato di grande successo anche grazie alla trama articolata fortemente ispirata alle storie di Ennis e Dillon.
- Nel 2009 viene reso disponibile via download per PlayStation 3 il videogioco The Punisher: No Mercy; sparatutto in prima persona prodotto da Zen Studios e Marvel ispirandosi al film Punisher - Zona di guerra e concepito con la sola modalità multiplayer.
- Il personaggio può essere sbloccato, tramite download, nel videogioco LittleBigPlanet.
- Il Punitore avrebbe dovuto essere un personaggio sbloccabile in Marvel: La Grande Alleanza ma, per il timore da parte di software-house e Marvel che un personaggio tanto violento potesse nuocere al gioco, nonché per il fatto che all'epoca a detenerne i diritti era la THQ, è stato infine sostituito col cacciatore di vampiri Blade; Castle viene inoltre menzionato nel sequel del gioco Marvel: La Grande Alleanza 2.
- In Marvel vs. Capcom 3: Fate of Two Worlds uno dei costumi alternativi di Capitan America è quello indossato per un breve ciclo di storie da Castle, mentre in Ultimate Marvel vs. Capcom 3 Punisher fa un breve cameo.
- Il Punitore appare in Marvel: Avengers Alliance.
- Il Punitore compare come personaggio giocabile in Marvel Heroes.
- Il personaggio è presente nel videogame LEGO Marvel Super Heroes.
- Il Punitore compare come personaggio giocabile in Marvel: Sfida dei campioni.
- Il Punitore compare come personaggio giocabile in Marvel Future Fight.
- Il Punitore compare come personaggio giocabile in Marvel Rivals.

## Influenza culturale
- Dave Mustaine, fondatore dei Megadeth, ha dichiarato che le canzoni Killing Is My Business... And Business Is Good!, dell'album omonimo (1985), e Holy Wars... The Punishment Due, dell'album Rust in Peace (1990) sono ispirate al personaggio.[184]
- Frank Castle viene menzionato nel brano Tequila Sunrise dei Cypress Hill.
- Punishment, la seconda traccia dell'album del 1992 Urban Discipline dei Biohazard, cita un'intera frase di Dolph Lundgren ne Il vendicatore.
- In American Sniper, autobiografia del cecchino U.S. Navy SEAL Chris Kyle questi dichiara che, durante il servizio prestato in Iraq, lui e il suo plotone hanno adottato il teschio del Punitore come loro emblema in quanto simpatizzanti del suo modo di agire.
- Frank Castle viene menzionato insieme a Billy Russo nel brano Veleno 7 di Gemitaiz e MadMan.